# Skorule
Skorule (lit. Skaruliai) – miasto na Litwie, położone w pobliżu Kowna, siedziba rejonu janowskiego w okręgu kowieńskim; 961 mieszkańców (1970).  Onegdaj posiadłość rodu Skorulskich, dziś Skorule, to przemysłowa ulica Janowa w okolicach zakładów chemicznych. 
Znajdował się gotycki kościół katolicki pod wezwaniem św. Anny ufundowany przez Andrzeja Skorulskiego w latach 1620–1622. Budynek kościoła bezwieżowy. Obok neogotycka dzwonnica z dzwonem z roku 1670 fundowanym przez Rafała Zygmunta Skorulskiego – marszałka kowieńskiego. Na cmentarzu kościelnym groby 3 księży zamordowanych  w 1941 roku przez Armię Czerwoną.